# قائمة المانغا المرخصة بالإنجليزية
هذه قائمة بأسماء القصص المصورة اليابانية، لمزيد من المعلومات، انظر مانغا.

## أ
- أبطال الديجيتال
- اوجاماجو دوريمي
- أمير التنس
- أنا وأخي
- إينوياشا
- الوصول إليك " كيمي ني تودوكي "
- الإخوة البطريق
- أليس في بلاد القلوب " العالم الرائع الغريب "
- افاتار أسطورة انغ

## ب
- بليتش
- بي بليد
- بلاك كات
- بيرسيرك

## د
- دراغون بول
- دراغون بول زد
- دراغون بول جي تي
- دراغون بول كاي
- دراغون بول سوبر
- ديث نوت
- دروب ريمي
- دورايمون

## س
- سلام دانك
- { Magic Kaito}
- سلة الفواكه " فروتس باسكت "

## ف
- الفتى آسترو
- فارس مصاصي الدماء " فامباير نايت "

## ق
- القناص المعروف أيضاً باسم هنتر X هنتر

## ك
- كابتن ماجد المعروف أيضاً باسم كابتن تسوباسا
- الكاسر " ذ بريكر "

## م
- مغامرات سندباد من بغداد المشهور عالميا وعربيا بمغامرات سندباد
- المحقق كونان
- مغامرات الفضاء المعروف أيضاً باسم غرندايزر
- مفكرة الموت (death note)
- { Kaitou Kid }

## ن
- ناروتو
- نينجا المغامر المعروف أيضاً باسم كابامارو

## و
- ون بيس

## ي
- يوغي يو

الملحقات: يوغي جي إكس